# Ibrahima Seck
Ibrahima Khaliloulah Seck (Bargny, 10 augustus 1989) is een Senegalees voetballer die bij voorkeur als defensieve middenvelder speelt. Hij tekende in 2018 bij KRC Genk. In 2014 debuteerde Seck voor Senegal.

## Clubcarrière
SAS Épinal haalde Seck in 2009 weg bij het Senegalese ASC Yakaar. In 2012 trok hij naar US Créteil. Drie seizoenen later tekende hij bij AJ Auxerre. In 2016 verbond de middenvelder zich voor twee seizoenen aan Waasland-Beveren. Op 30 juli 2016 debuteerde hij in de Jupiler Pro League tegen Sporting Charleroi. Hij speelde de volledige wedstrijd, die Charleroi in de slotfase won na een late treffer van Steeven Willems. Begin 2018 maakte Seck de overstap naar KRC Genk, hij volgde hiermee zijn coach Philippe Clement.

## Interlandcarrière
Op 31 mei 2014 debuteerde Seck voor Senegal in de vriendschappelijke interland tegen Colombia. Hij startte in de basiself maar werd na 67 minuten van het veld gestuurd met een rode kaart.